# لي طومسون
لي طومسون (بالإنجليزية: Lee Thompson)‏ هو عازف ساكسفون وكاتب أغاني ومغني بريطاني، ولد في 5 أكتوبر 1957 في لندن في المملكة المتحدة.

## وصلات خارجية
- الموقع الرسمي
- لي طومسون على موقع ميوزك برينز (الإنجليزية)
- لي طومسون على موقع أول ميوزيك (الإنجليزية)
- لي طومسون على موقع ديسكوغز (الإنجليزية)